# Grant Goodeve
Grant Goodeve (nascido em 6 de julho de 1952) é um ator e apresentador de televisão americano. Ele é mais conhecido por seu papel como David Bradford, o filho mais velho de Eight Is Enough, da rede de televisão ABC, de 1977 a 1981; ele também cantou a música tema do show. Trabalhos mais recentes incluem passagens pelo canal a cabo Home & Garden Television e papéis de voz como o personagem Engineer no videogame multijogador Team Fortress 2 e Wolf O'Donnell em Star Fox: Assault.

## Biografia
Goodeve nasceu em Middlebury, Connecticut, e mudou-se para Los Angeles, Califórnia, em 1975. Sua irmã é a escritora Thyrza Nichols Goodeve.
Seu primeiro papel foi em um episódio da quinta temporada de Emergency!  Depois de um teste de tela em fevereiro de 1977, ele assinou como membro do elenco de Eight Is Enough, assumindo um papel desempenhado no episódio piloto da série por Mark Hamill.
Quando Eight Is Enough terminou em 1981, Goodeve apareceu como convidado em séries como The Love Boat, TJ Hooker, Dynasty, e Fantasy Island, entre outras. Em 1983, ele desempenhou um papel no piloto de televisão The Night Watchman. No verão de 1984, Goodeve apresentou o programa sindicado Solid Gold Hits. Em 1985-86, ele interpretou Michael James "Woody" Woodward na novela da ABC One Life to Live. Em 1984, ele co-estrelou o telefilme Pigs vs. Freaks. Ele também fez várias aparições como uma celebridade convidada nos game shows da Pyramid no final dos anos 1970 e 1980.Ele reprisou seu papel de Eight Is Enough em dois filmes de reunião durante o final dos anos 1980 e também apareceu em vários episódios de Murder, She Wrote. Quando a década de 1990 chegou ao fim, ele fez uma aparição na série de sucesso da The WB, 7th Heaven, como o Capitão Jack Smith. Em 2000, Goodeve apareceu como apresentador da produção da Word Pictures Proving the Bible through Archaeology.
Goodeve mudou-se para o noroeste do Pacífico em 1989 com sua esposa e três filhos. Logo depois, ele começou a aparecer no papel recorrente de Rick Pedersen, um malfadado piloto do mato, na série da CBS Northern Exposure. Ele também começou a contribuir para a Evening Magazine da KING-TV e começou a apresentar o programa de viagens Northwest Backroads dessa estação em 1998. Em 2014, Grant o hospedou por 16 anos.
De 2000 a 2004, ele apresentou If Walls Could Talk e Homes of Our Heritage na Home & Garden Television. Ele trabalhou como dublador para vários videogames, incluindo o papel de Wolf O'Donnell em Star Fox: Assault, Engineer em Team Fortress 2 e várias vozes para FEAR. Ele também emprestou sua voz para a série de CDs natalinos Twisted Christmas de Bob Rivers.
Ele é ativo em sua igreja presbiteriana em Seattle, engajando-se em meio período em um ministério itinerante de música na região.
Em 2006, Goodeve apareceu como George Bailey na produção de It's a Wonderful Life: A Live Radio Play da Taproot Theatre Company de Seattle. Ele voltou ao palco Taproot na produção de 2008 de The Christmas Foundling como Old Jake.
Goodeve também aparece no vídeo de segurança Amtrak Cascades.

## Filmografia

### TV
| Ano        | Título               | Trabalho                              | Notas |
| ---------- | -------------------- | ------------------------------------- | --- |
| 1976       | Emergency!           | Larry                                 | Above and Beyond... Nearly (Temporada 5: Episódio 18)                                                                        |
| 1976       | Gibbsville           | Danny                                 | Saturday Night (Temporada 1: Episódio 2)                                                                                     |
| 1977−1981  | Eight Is Enough      | David Bradford                        | |
| 1977, 1982 | Insight              | Bill                                  | I Want to Die Leave Me Alone, God                                                                                            |
| 1978–1983  | The Love Boat        | Vários                                | Vários Trabalhos |
| 1979, 1984 | Fantasy Island       | Bill Rawlings/Hunter Richter          | Goose for the Gander/The Stuntman (Temporada 3: Episódio 2) Sing Melancholy Baby/The Last Dogfight (Temporada 7: Episódio16) |
| 1981       | Aloha Paradise       |                                       | Alex and Annie/Blue Honeymoon/Another Thing (Temporada 1: Episódio 1)                                                        |
| 1982       | Darkroom             | Steve Lambert                         | Who's There? (Temporada 1: Episódio 15)                                                                                      |
| 1983       | T. J. Hooker         | Officer Bill Roper                    | Blue Murder (Temporada 3: Episódio 10)                                                                                       |
| 1983       | The Night Watchman   | Officer Phil Triola                   | Piloto De TV |
| 1983–1987  | Dynasty              | Chris Deegan                          | 7 episódios |
| 1984       | Solid Gold Hits      | Apresentador                          | |
| 1984       | Trapper John, M.D.   | David Huber                           | A Little Knife Music (Temporada 5: Episódio 14)                                                                              |
| 1984       | Finder of Lost Loves | Stuart Scranton                       | A Gift (Temporada 1: Episódio 10)                                                                                            |
| 1984       | Capitol              | Jordy Clegg #2                        | |
| 1984–1988  | Murder, She Wrote    | Ben Skyler/Jack Kowalski/Larry Gaynes | 3 episódios |
| 1985       | Rituals              | Dr. Coleman                           | |
| 1985–1986  | One Life to Live     | James Woodward                        | |
| 1986       | Hotel                | Kevin Bromley                         | Enemies Within (Temporada 4: Episódio 3)                                                                                     |
| 1990–1992  | Northern Exposure    | Rick Pederson/Rick                    | 10 episódios |
| 1992       | McGee and Me!        | Brad 'Giff' Gifford                   | In the Nick of Time |
| 1999–      | Northwest Backroads  | Apresentador                          | |
| 2002       | 7th Heaven           | Captain Jack Smith                    | Monkey Business 1 (Temporada 7: Episódio 1) Monkey Business Deux (Temporada 7: Episódio 2)                                   |
| 2000–2004  | If Walls Could Talk  | Apresentador                          | |
| 2017       | Twin Peaks           | Walter Lawford                        | 2 episódios |

### Filmes
| Ano  | Título                            | Trabalho                     |
| ---- | --------------------------------- | ---------------------------- |
| 1976 | Law of the Land                   | Soldier                      |
| 1977 | All the King's Horses             | Jack Benson                  |
| 1979 | A Last Cry for Help               | Jeff Burgess                 |
| 1979 | Hot Rod                           | Sonny Munn                   |
| 1982 | High Powder                       | Sgt. Garvey                  |
| 1984 | Pigs vs. Freaks                   | Neal Brockmeyer              |
| 1987 | Eight Is Enough: A Family Reunion | David Bradford               |
| 1988 | Take Two                          | Barry Griffith/Frank Bentley |
| 1988 | License to Drive                  | Natalie's DMV Examiner       |
| 1989 | An Eight Is Enough Wedding        | David Bradford               |
| 1990 | She'll Take Romance               | Doug                         |
| 1996 | Pandora's Clock                   | Don Moses                    |
| 2000 | Something to Sing About           | Russ                         |
| 2008 | Proud American                    | Naval Doctor                 |
| 2009 | Crimes of the Past                | Agent Kruch                  |
| 2017 | The Case for Christ               | Mr. Cook                     |
| 2018 | County Line                       | Sheriff Preston              |
| 2021 | Christmas in the Pines            | Duke Henderson               |

### Videogames
| Ano  | Título                     | Dublagem                     |
| ---- | -------------------------- | ---------------------------- |
| 2005 | Star Fox: Assault          | Wolf O'Donnell               |
| 2005 | F.E.A.R.                   | Harlan Wade/Vozes adicionais |
| 2007 | Team Fortress 2            | Engineer                     |
| 2009 | F.E.A.R. 2: Project Origin | Harlan Wade                  |
| 2011 | F.E.A.R. 3                 | Harlan Wade                  |
| 2016 | Paladins                   | Team Fortress 2 Barik        |

### Animação
| Ano  | Título            | Dublagem | Notas                            |
| ---- | ----------------- | -------- | -------------------------------- |
| 2008 | Meet The Engineer | Engineer | Curta animado de Team Fortress 2 |

## Discografia
- The Wonder of It All (1996)